# Забельское (озеро, Псковская область)
Забельское — озеро в Первомайской волости на границе с Полновской волостью Гдовского района Псковской области. В 1 км к северо-западу от северного побережья озера находится деревня Забельско Полновской волости.
Площадь — 1,3 км² (127,4 га, с одним островом (0,6 га) — 128,0 га). Максимальная глубина — 5,4 м, средняя глубина — 2,3 м. Вытянуто с юга на север на 3,5 км при ширине около ~0,5 км.
Сильнопроточное. На севере из озера вытекает река Нижняя Белка, приток Желчи, впадающей в Чудское озеро. На юге в озеро впадают реки Верхняя Белка (в верховьях называющаяся как Белка) и Студенка.
Тип озера лещово-плотвичный с уклеей. Массовые виды рыб: щука, плотва, окунь, лещ, красноперка, ерш, карась, линь, налим, пескарь, язь, вьюн, уклея, густера, щиповка, верховка; раки (очень низкая продуктивность).
Для озера характерны: крутые и низкие, местами заболоченные берега, лес, болото; в центре — илистое дно, в литорали — песок, заиленный песок, ил, камни, коряги, сплавины. На берегу была база Общества охотников и рыболовов.